# Diego de Guevara

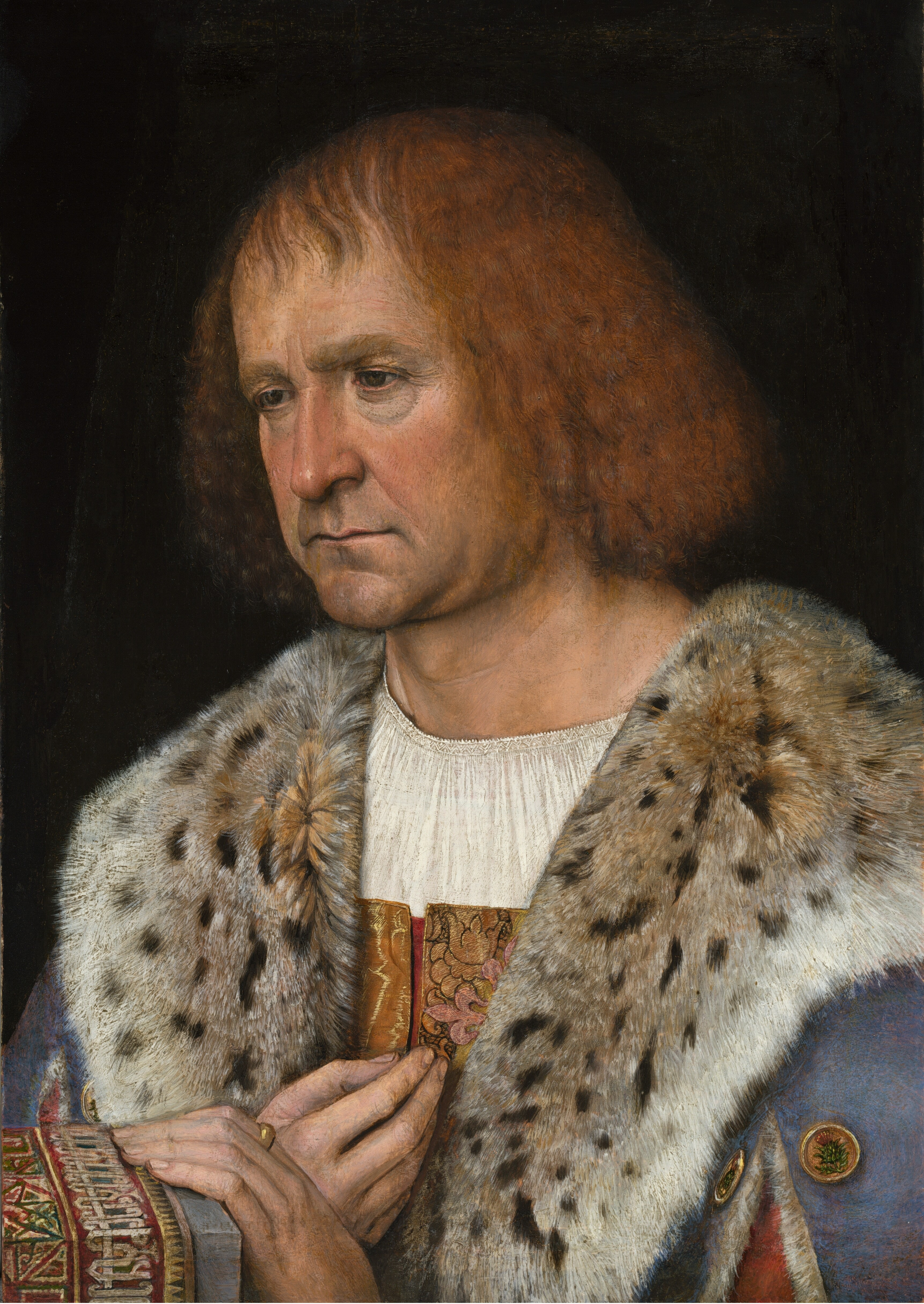
Michiel Sittow, Retrato de Diego de Guevara. Washington, National Gallery of Art

Don Diego de Guevara y Quesada (~1450-Bruselas, 15 de diciembre de 1520) era un cortesano y embajador español que sirvió a cuatro, o quizá a cinco, duques de Borgoña durante las dinastías de Valois y Habsburgo principalmente en los Países Bajos.

## Biografía
Su familia provenía de Santander. Tenía un hermano mayor, Ladrón, y un medio hermano menor, Pedro, que ocupaban altos cargos en la corte.
Fue mayordomo de Felipe el Hermoso, y sirvió a la corte española de Bruselas más de 40 años, donde en 1500 tuvo un hijo con la flamenca Francisca Esmez o Lastre. Este hijo, Felipe de Guevara, sucedió a su padre como confidente de Carlos V. 
Además fue un gran coleccionista de arte, y llegó a poseer el retrato de Giovanni Arnolfini y su esposa, entre otras obras.
Su restos descansan en la  Iglesia de Nuestra Señora del Sablon en Bruselas.
Michiel Sittow pintó su retrato en 1514-1515. Este retrato originalmente formó un díptico con “María con el niño y el pájaro”.

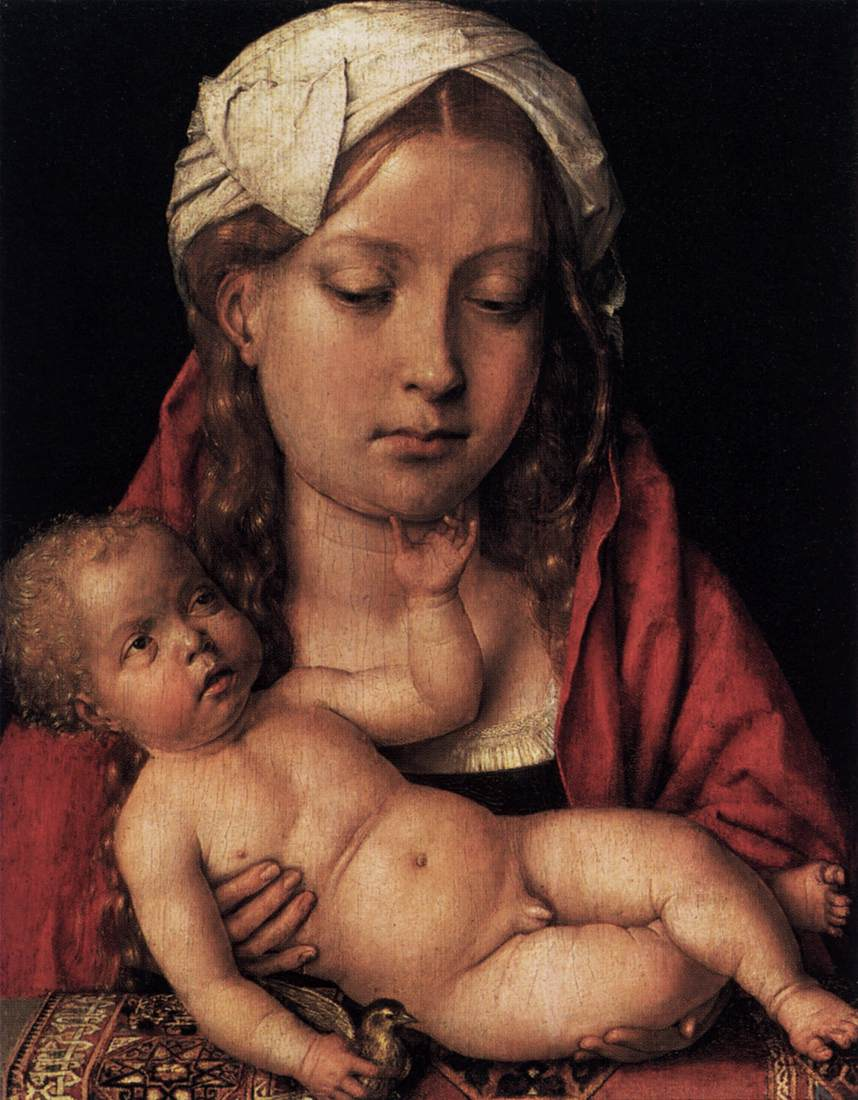
María con el niño y el pájaro

El retrato está en la Galería Nacional de Arte de Washington y “María con el niño y el pájaro” en la Gemäldegalerie de Berlín.